# Poyntonia paludicola
Poyntonia paludicola är en groddjursart som beskrevs av Alan Channing och Richard Charlton Boycott 1989. Poyntonia paludicola ingår i släktet Poyntonia och familjen Pyxicephalidae. IUCN kategoriserar arten globalt som nära hotad. Inga underarter finns listade i Catalogue of Life.